# Virgichneumon maculicauda
Virgichneumon maculicauda är en stekelart som först beskrevs av Perkins 1953.  Virgichneumon maculicauda ingår i släktet Virgichneumon och familjen brokparasitsteklar. Arten är reproducerande i Sverige. Inga underarter finns listade i Catalogue of Life.